# Giovanni IV di Gaeta
Giovanni IV (... – 1012) è stato un duca bizantino, duca di Gaeta dal 1008 (o 1009) fino alla sua morte.
Era figlio di Giovanni III, che lo aveva nominato co-duca nel 991; gli successe tra il 1008 e il 1009, governando Gaeta per un breve periodo.
Sposò Sichelgaita, figlia di Giovanni IV di Napoli e sorella di Sergio IV. Alla morte di Giovanni IV, il potere passò a Giovanni V, che, appena nato, era inabile a governare: la reggenza fu affidata alla madre di Giovanni IV Emilia che, con l'aiuto del fratello Leone, dovette contrastare le mire di Leone II.